# Gerard Kiljan
Gerard (Gerrit) Kiljan (Hoorn, 26 oktober 1891 – Leidschendam, 21 oktober 1968) was een Nederlandse grafisch vormgever. Gerrit Kiljan behoorde samen met Piet Zwart en Paul Schuitema tot de pioniers van de zogeheten Nieuwe Fotografie.

## Biografie
Na een gedegen opleiding aan de Kunstnijverheidsschool Quellinus Amsterdam, werd hij leerling-lithograaf bij de lithografische drukkerij Faddegon in Amsterdam. Hij volgde lessen aan de Rijksakademie van Beeldende Kunsten ook in Amsterdam en bereikte middelbare akten voor hand- en decoratief tekenen in 1914 en 1916. In 1918 werd hij leraar decoratief-tekenen aan de Koninklijke Academie van Beeldende Kunsten in Den Haag, daarna kwam in 1919 de benoeming als leraar aan de avondcursus: onderwijs aan decoratief en kunstnijveren bij de Rotterdamse Academie.
Vanaf 1926 ging Kiljan ook reclame-opdrachten uitvoeren, onder andere voor de bedrijven R.S. Stokvis en Junker & Ruh met zijn later zo bekende ontwerpen waarbij de schreefloze letters centraal stonden.
In Rotterdam had hij intussen kennisgemaakt met zijn vakgenoten Piet Zwart en Paul Schuitema die bezig waren ook de foto een belangrijke rol in de reclame te laten spelen, hetgeen Kiljan ook al in zijn ontwerpen was gaan toepassen, zoals in zijn ontwerp voor de Nederlandse kinderpostzegels 1931.
Hij was niet zo productief als zijn hier genoemde collega’s, omdat zijn aandacht meer naar het onderwijs uitging.

## Nederlandse Kinderpostzegels 1931

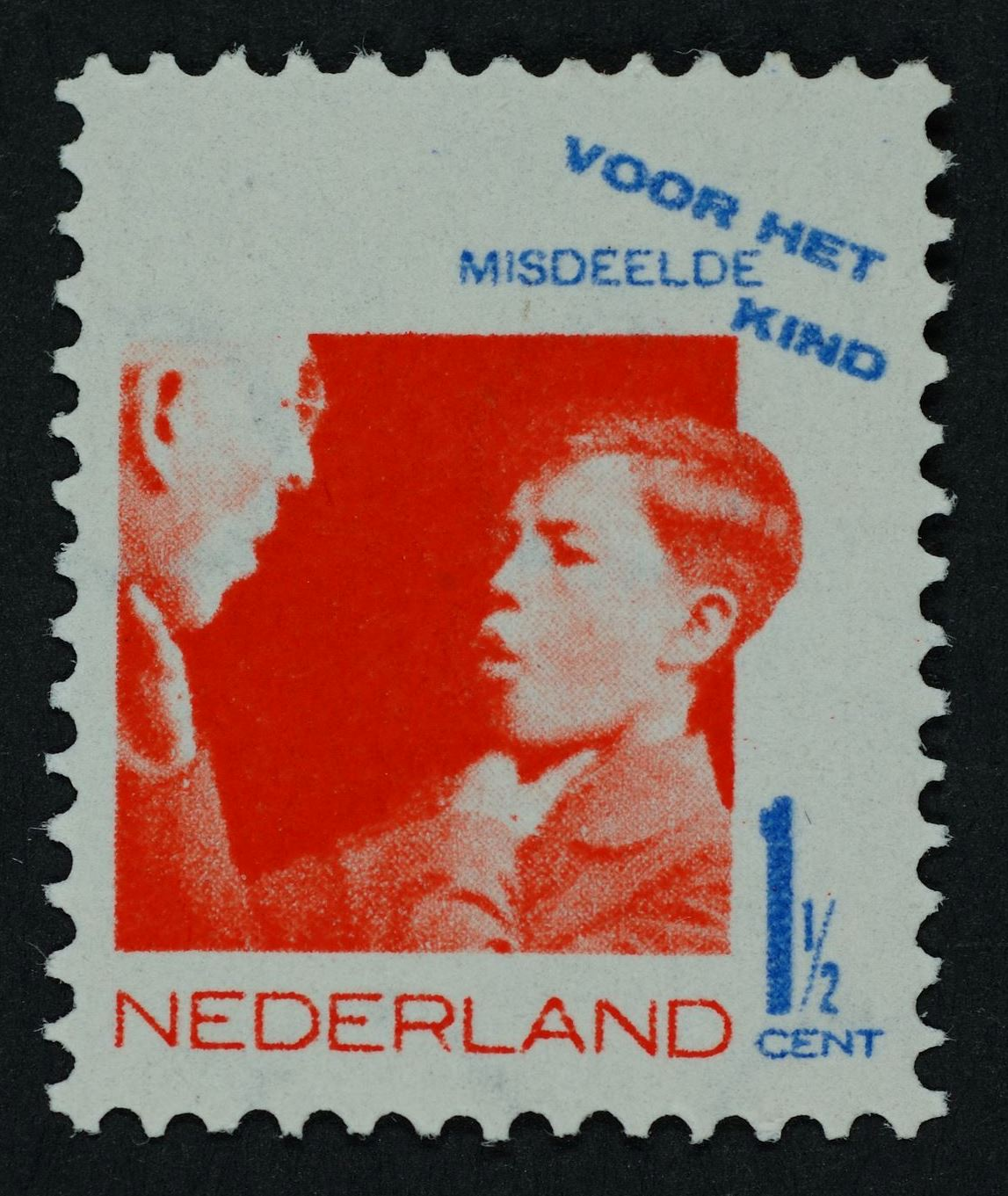
Een doofstomme jongen
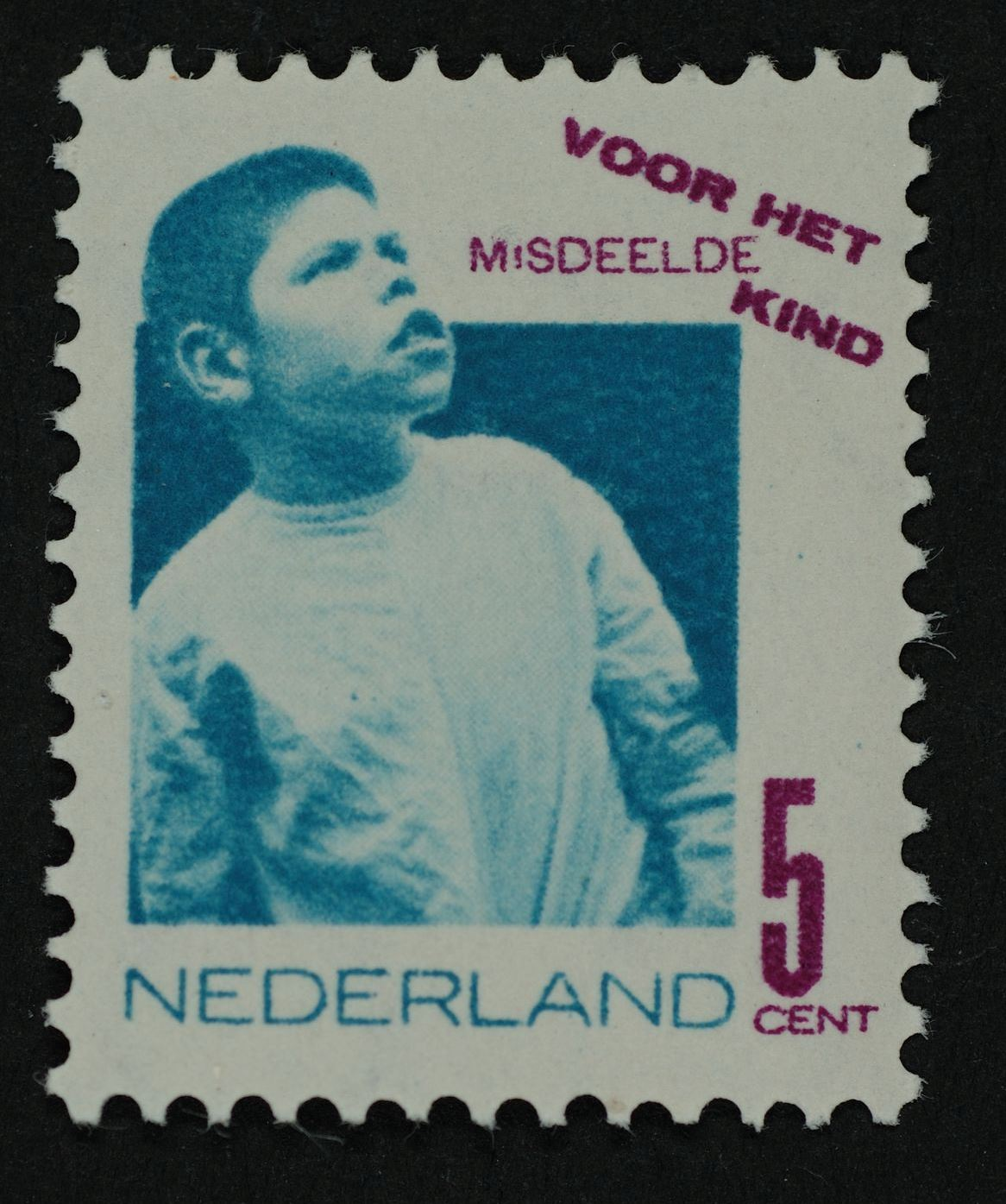
Een achterlijk kind
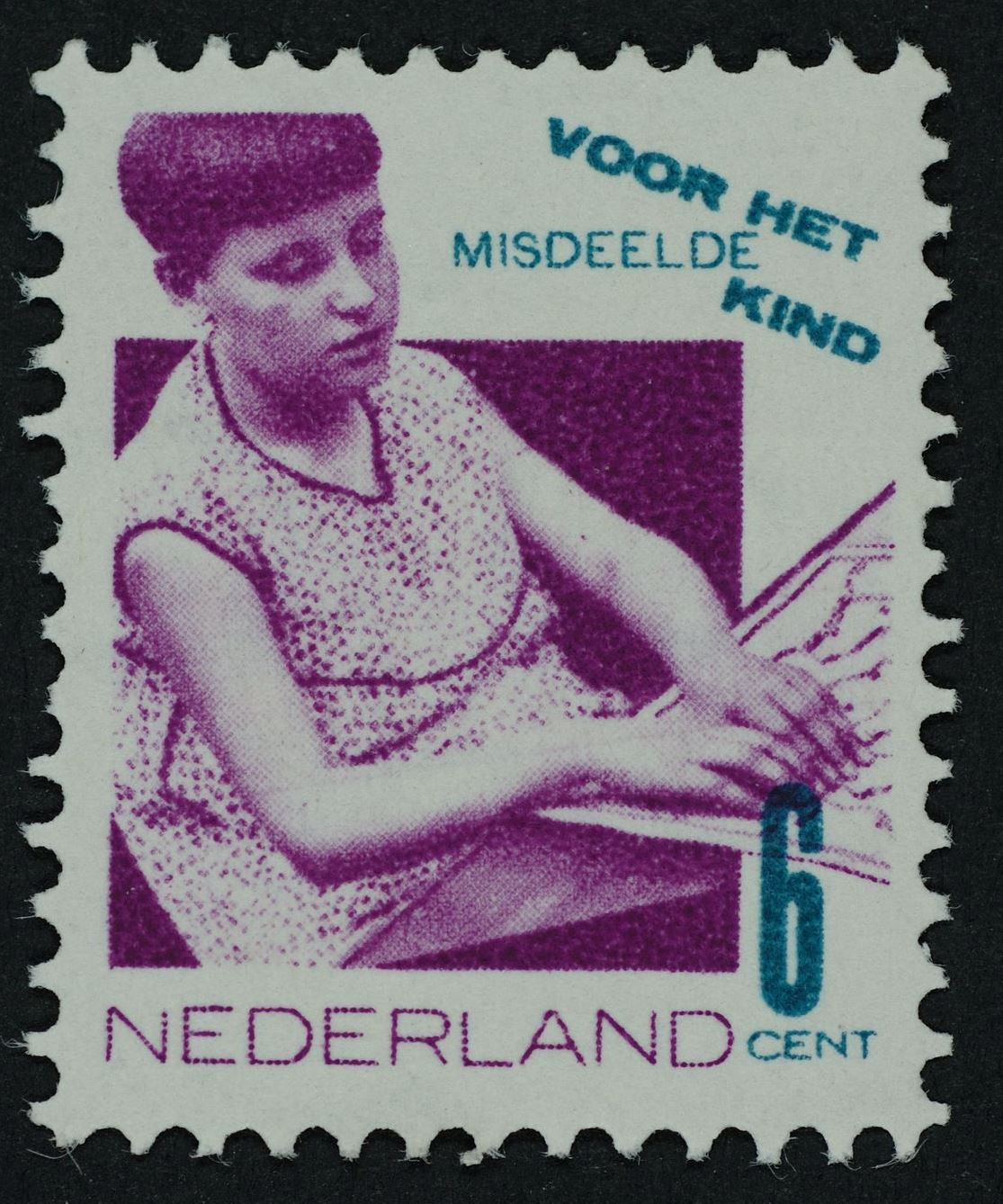
Een blind meisje
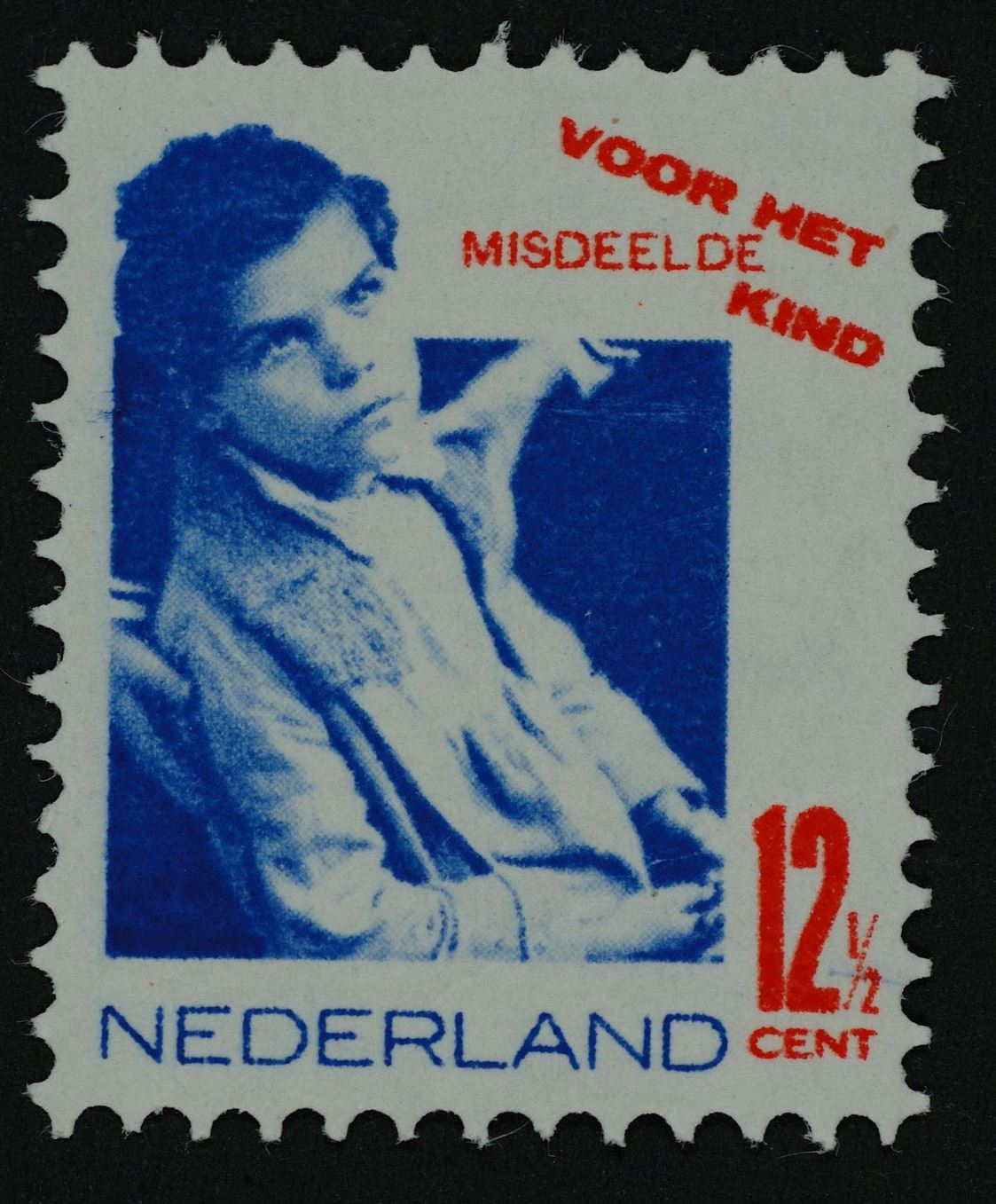
Een verwaarloosd meisje